# 原田修佑
原田 修佑（はらだ しゅうすけ、1993年〈平成5年〉10月20日 - ）は、元テレビ東京アナウンサー、経営者。株式会社Nicoli代表取締役。

## 来歴
愛知県豊橋市の出身で、法政大学文学部英文学科卒業後の2016年4月1日に、アナウンサーとしてテレビ東京に入社。同期入社のアナウンサーには、自身と同じ新卒採用の片渕茜（2024年4月1日付で報道局のキャスター職に異動）、北海道テレビ放送から移籍した西野志海（2022年6月6日退社）、RKB毎日放送から移籍した福田典子がいる。
入社4年目の2019年に25歳で結婚。『ワールドビジネスサテライト』のキャスターへ起用された直後（2021年4月）に妻が第一子（長女）を出産したことを受けて、同局の男性アナウンサーでは初めて、同年10月から3ヶ月にわたって育児休暇を取得した。
2022年1月に『ワールドビジネスサテライト』などの番組への出演を再開したが、この時期から新型コロナウイルス感染症流行の影響でスポーツイベントの中止が相次いでいたことを背景に、「実況をはじめとしたエンターテイメントの力で親子の日常を照らしたい」という思いから、匿名にて「実況ベイビー」（乳幼児の表情や動きを実況した動画）をSNSで公開。テレビ東京側も活動を容認する一方で、公開を重ねるにつれて、匿名を条件に他局からの取材を立て続けに受けるほど大きな反響を呼んだ。
さらに、第一子の誕生をきっかけに教育業界への転身を決意。起業を検討する中で、「atama plus」（育児・教育関連のスタートアップ企業）を営む稲田大輔へ相談を持ち掛けたことがきっかけで、同社への転職を決めた。
実際には、『ワールドビジネスサテライト』を2022年7月1日放送分で降板した後に、テレビ東京を同月31日付で退社。翌8月1日付で「atama plus」へ入社してからは、教育関連コンテンツの制作や広報・マーケティングなどの業務に携わっていた。ちなみに、片渕が『ニュースモーニングサテライト』（2022年12月13日放送分）向けの取材で「atama plus」のオフィスを訪れた際には、業務の一環で取材の対応に当たっていた。
2023年8月に株式会社Nicoliを創業したことを機に、同社の代表取締役へ就任。「実況ベイビー」を続けながら、親子向けエンタテインメント系コンテンツの発信事業を展開している。

## 人物
趣味はバスケットボール、「YouTubeでHIKAKINの動画を見たことがきっかけで始めた」というヒューマンビートボックス。
15歳までに骨折を6回経験したことにちなんで、「粉骨砕身」をモットーに掲げている。
フリーアナウンサーとしてB.LEAGUEの中継やゲーム実況などを随時担当。2024年5月28日にはBリーグチャンピオンシップファイナルにて実況を担当した。
富樫勇樹や原修太をはじめ、多くのプロバスケットボール選手との親交を持つ。

## テレビ東京アナウンサー時代の出演番組
- ワールドビジネスサテライト（フィールドキャスター）
  - 月・水・金曜担当（2021年3月29日 - 2022年4月1日）
  - 月・火・金曜担当（2022年4月4日 - 7月1日）
    - フィールドキャスター就任のタイミングで同姓の原田亮介（日本経済新聞社論説主幹）が水・金曜日の解説キャスターに起用されたことから、スタジオでの共演当初は、放送上「アナウンサーの原田」と名乗っていた。
- シナぷしゅ「がっしゃ―ん」ひーたん役（声）（2020年4月6日 - 2022年7月末）
- なないろ日和!（2017年4月6日 - 2021年3月25日）
- ジョブレボ!（BSジャパン→BSテレビ東京、2017年4月7日 - 2018年9月30日）
- L4 YOU! - リポーター
- ニュースモーニングサテライト（2017年4月7日 - 2018年3月30日、金曜）
- 無理矢理、マツコ。（2018年、テレビ東京系列） - 特別番組
- 東急ジルベスターコンサート（2018年 - 2020年、毎年12月31日開催、司会）
- 月〜金お昼のソングショー ひるソン! （2019年10月5日、2020年4月4日、司会）
- 追跡LIVE! Sports ウォッチャー（2016年10月 - 2020年3月）
- 7スタライブ（2016年11月 - 2019年12月）
- TXNニュース（不定期）
- 秒でNEWS180 - メインキャスター役（2022年4月4日 - 7月22日）
- スポーツ中継（卓球、格闘技、バスケットボール、東京パラリンピックなど）

## 連載
- テレ東アナウンサー原田のパパ育休日記（全8回：ベネッセコーポレーションが運営する『たまひよ』内で2022年1月13日から同年3月22日まで連載）